# Наружа (Вранча)
Наружа (рум. Năruja) насеље је у Румунији у округу Вранча у општини Наружа. Oпштина се налази на надморској висини од 410 m.

## Становништво
Према подацима из 2002. године у насељу је живело 1922 становника, од којих су сви румунске националности.

### Хронологија
| Година       | 1992 | 1993 | 1994 | 1995 | 1996 | 1997 | 1998 | 1999 | 2000 | 2001 | 2002 | 2003 | 2004 | 2005 | 2006 | 2007 | 2008 | 2009 | 2010 | 2011 | 2012 | 2013 | 2014 | 2015 | 2016 | 2017 |
| ------------ | ---- | ---- | ---- | ---- | ---- | ---- | ---- | ---- | ---- | ---- | ---- | ---- | ---- | ---- | ---- | ---- | ---- | ---- | ---- | ---- | ---- | ---- | ---- | ---- | ---- | ---- |
| Становништво | 2212 | 2206 | 2187 | 2175 | 2137 | 2109 | 2082 | 2069 | 2073 | 2054 | 2044 | 2026 | 2011 | 2004 | 1996 | 1998 | 1987 | 1963 | 1943 | 1932 | 1959 | 1951 | 1947 | 1945 | 1946 | 1930 |